# Macabebe
Macabebe là một đô thị tại tỉnh Pampanga, vùng Gitnang.
Macabebe được chia thành 25 barangay.
| - Batasan - Caduang Tete - Candelaria - Castuli - Consuelo - Dalayap - Mataguiti - San Esteban - San Francisco - San Gabriel - San Isidro - San Jose - San Juan | - San Rafael - San Roque - San Vicente - Santa Cruz - Santa Lutgarda - Santa Maria - Santa Rita - Santo Niño - Santo Rosario - Saplad david - Telacsan - Tacasan |